# Uni (deusa)
Uni é a antiga deusa do casamento, fertilidade, família e mulheres na religião e mito etruscos, e a deusa padroeira de Perugia. Ela é identificada como o equivalente etrusco de Juno na mitologia romana e de Hera na mitologia grega. Como a deusa suprema do panteão etrusco, ela faz parte da trindade etrusca, uma precursora original da Tríade Capitolina, composta por seu marido Tinia, o deus do céu, e sua filha Menrva, a deusa da sabedoria.

### Arqueologia
A inscrição em um antigo templo etrusco de pedra descobriu o nome Uni. A descoberta indica que Uni pode ter sido a divindade titular adorada no santuário de Poggio Colla, um assentamento chave na Itália para a antiga Civilização Etrusca.